# Hidde Brink
Pour les articles homonymes, voir Brink (homonymie).
Hidde Brink né le 15 juin 1998, est un joueur néerlandais de hockey sur gazon. Il évolue au poste de gardien de but au Pinoké et avec l'équipe nationale néerlandaise.

## Carrière
Il a été appelé en équipe nationale première en 2022.

## Palmarès
- : 1er à la Ligue professionnelle 2021-2022.